# シリア第二共和国
座標: 北緯35度00分00秒 東経38度00分00秒 / 北緯35.0000度 東経38.0000度

シリア共和国
（1950年-1958年）
シリア・アラブ共和国
（1961年-1963年）
الجمهورية السورية
（1952 ‐ 1958）
الجمهورية العربية السورية
（1961 ‐ 1963）

国歌: حُمَاةَ الدِّيَارِ（アラビア語）
祖国を守る者たちよ

シリア第二共和国（The Second Syrian Republic、正式名称はシリア共和国（the Syrian Republic、アラビア語: الجمهورية السورية）、シリア・アラブ共和国（the Syrian Arab Republic、アラビア語: الجمهورية العربية السورية）は、フランス委任統治領シリアから独立したシリア第一共和国の後継にあたる国家である。

## 解説
第二共和国は、1950年の憲法に基づいて設立されたが、1953年から1954年までのアディブ・シシャクリ政権下では憲法は停止され、その後シリアは1958年にエジプトと合併し、アラブ連合共和国を形成した。シリアは1961年に脱退して再び第二共和国が復活したものの、1963年にシリア地域のバアス党が3月8日革命と呼ばれるクーデターを起こし、ここに一党独裁体制が築き上げられた。
緑・白・黒・赤の旗は、シリア・アラブ共和国の最初の国旗であり、使用期間が最も短く、1961年から1963年までであった。また、この旗はシリア内戦中、シリア反政府勢力の旗としても使われ、2025年には公式のシリアの国旗として再び採用された。

## 背景

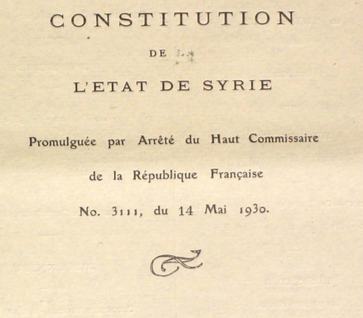
シリア共和国憲法 1930年5月14日